# Marissa Jaret Winokur
Marissa Jaret Winokur (New York, 2 febbraio 1973) è un'attrice e cantante statunitense.

## Biografia
Dopo aver studiato all'American Musical and Dramatic Academy, Marissa Jaret Winokur debutta nel mondo del musical nel 1994, quando interpreta Jan nel revival di Grease a Broadway. La svolta avviene nel 2002, quando interpreta la giovane Tracy Turblad nella produzione originale del musical Hairspray a Broadway, con Harvey Fierstein e Matthew Morrison; la sua interpretazione le vale il Theatre World Award, l'Outer Critics Circle Award, il Drama Desk Award ed il Tony Award alla miglior attrice protagonista in un musical. Resta nel cast per oltre un anno e, in seguito, rivisiterà brevemente la parte di Tracy a Broadway nel 2005 e nel 2008 e in uno speciale concerto alla Hollywood Bowl con Nick Jonas nel 2011.
Marissa Jaret Winokur è attiva anche in campo televisivo e cinematografico. Ha recitato nelle serie TV Una bionda per papà, City Guy, Felicity, Nikki, Jack & Bobby, Una pupa in libreria, CSI - Scena del crimine ed è apparsa in nove puntate della sesta stagione dell'edizione americana di Ballando con le stelle. In campo cinematografico ha recitato in film come Scary Movie e American Beauty.

## Filmografia

### Attrice

#### Cinema
- Mai stata baciata (Never Been Kissed), regia di Raja Gosnell (1999)
- American Beauty, regia di Sam Mendes (1999)
- Killing Mrs. Tingle, regia di Kevin Williamson (1999)
- Sleep Easy, Hutch Rimes, regia di Matthew Irmas (2000)
- Scary Movie, regia di Keenen Ivory Wayans (2000)
- Amy's O - Finalmente l'amore, regia di Julie Davis (2001)
- L'amore in gioco (Fever Pitch), regia di Peter e Bobby Farrelly (2005)
- Manuale d'infedeltà per uomini sposati (I Think I Love My Wife), regia di Chris Rock (2007)

#### Televisione
- Una bionda per papà (Step by Step) - serie TV, 1 episodio (1995)
- Malibu, CA - serie TV, 1 episodio (1998)
- Tesoro, mi si sono ristretti i ragazzi (Honey, I Shrunk the Kids: The TV Show) - serie TV, 1 episodio (1999)
- Felicity - serie TV, 1 episodio (1999)
- Dharma & Greg - serie TV, episodi 3x04-3x18 (1999-2000)
- Boston Public – serie TV, 1 episodio (2001)
- On the Edge, regia di Anne Heche, Mary Stuart Masterson, Helen Mirren e Jana Sue Memel – film TV (2001)
- Una Miss tutta tonda (Beautiful Girl), regia di Douglas Barr (2003) - film TV
- Jack & Bobby - serie TV, 1 episodio (2005)
- Una pupa in libreria (Stacked) - serie TV, 19 episodi (2005-2006)
- A tutto ritmo (Shake It Up) - serie TV, 1 episodio (2011)
- Hot in Cleveland - serie TV, 1 episodio (2011)
- Major Crimes - serie TV, 1 episodio (2013)
- Melissa & Joey - serie TV, 5 episodi (2013-2014)
- CSI - Scena del crimine (CSI: Crime Scene Investigation) - serie TV, 1 episodio (2014)
- Scream Queens - serie TV, 1 episodio (2016)
- Girls - serie TV, 1 episodio (2017)
- Beautiful (The Bold and the Beautiful) - serie TV, 1 episodio (2018)
- Crashing - serie TV, episodi 2x05-3x06 (2018-2019)
- The Goldbergs - serie TV, 1 episodio (2019)
- What We Do in the Shadows - serie TV, 1 episodio (2020)

### Doppiatrice
- Higglytown Heros - Quattro piccoli eroi - serie animata, 1 episodio (2005)
- American Dad! - serie animata, 9 episodi (2005-2018)
- King of the Hill - serie animata, 4 episodi (2007-2008)
- The Cleveland Show - serie animata, 1 episodio (2011)
- Tappo - Cucciolo in un mare di guai (Trouble), regia di Kevin Johnson (2019)

## Doppiatrici italiane
- Patrizia Burul in Una Miss tutta tonda
- Francesca Guadagno in Una pupa in libreria
- Claudia Razzi in Tappo - Cucciolo in un mare di guai

## Teatro
- Grease, di Jim Jacobs e Warren Casey, regia di Jeff Calhoun. Tour statunitense (1995), Eugene O'Neill Theatre di Broadway (1996)
- Hairspray, di libretto di Mark O'Donnell e Thomas Meehan, colonna sonora di Marc Shaiman, testi di Scott Wittman, regia di Jack O'Brien. Neil Simon Theatre di Broadway (2003; 2005; 2008)
- Hairspray, di libretto di Mark O'Donnell e Thomas Meehan, colonna sonora di Marc Shaiman, testi di Scott Wittman, regia di Jack O'Brien. Tour statunitense (2004)
- Hairspray, di libretto di Mark O'Donnell e Thomas Meehan, colonna sonora di Marc Shaiman, testi di Scott Wittman, regia di Jerry Mitchell. Hollywood Bowl di Los Angeles (2011)
- Love, Loss, and What I Wore, di Nora Ephron, regia di Jenny Sullivan. Geffen Playhouse di Los Angeles (2011)
- Hearbreak Help, di Justin Tanner, regia di Stan Zimmerman. The Dorie Theatre at The Complex di Los Angeles (2017)

## Riconoscimenti
- Tony Award
  - 2003 – Miglior attrice protagonista in un musical per Hairspray
- Drama Desk Award
  - 2003 – Miglior attrice in un musical per Hairspray
- Outer Critics Circle Award
  - 2003 – Miglior attrice protagonista in un musical per Hairspray
- Theatre World Award
  - 2003 – Miglior esordiente per Hairspray